# Armada Croata
La Armada Croata (en croata: Hrvatska ratna mornarica) es la rama naval de las Fuerzas Armadas Croatas.

## Historia
La actual Armada Croata nació durante la Guerra Croata de Independencia en 1991, sin embargo, esta tiene sus primeras raíces a principios de siglo X.
El Estado medieval croata poseía una formidable armada que controlaba gran parte del mar Adriático, y el día en que la flota del duque croata Branimir derrotó a la Armada de Venecia, el 18 de septiembre del año 887, fue elegido como el Día de la Armada croata.
El origen contemporáneo de la armada está en la Armada Austro-Húngara y la armada de Yugoslavia, cuyos 35 buques y varios depósitos fueron incautados durante la Guerra Croata de Independencia.

## Estructura y misión
La misión de la Armada Croata (HRM) es defender la integridad y la soberanía de la República de Croacia, para promover y proteger sus intereses en el Mar Adriático y en las islas y costas de este. Lleva a cabo y organiza la defensa naval de la República de Croacia. La Armada Croata cumple la función de autopreparación y lleva a cabo las siguientes tareas principales:
- Disuadir la amenaza a la República de Croacia manteniendo un alto nivel de competencia, formación y la calidad técnica en su equipamiento.
- Control permanente del Mar Adriático y sus costas en tierra; seguimiento de los buques de guerra extranjeros.

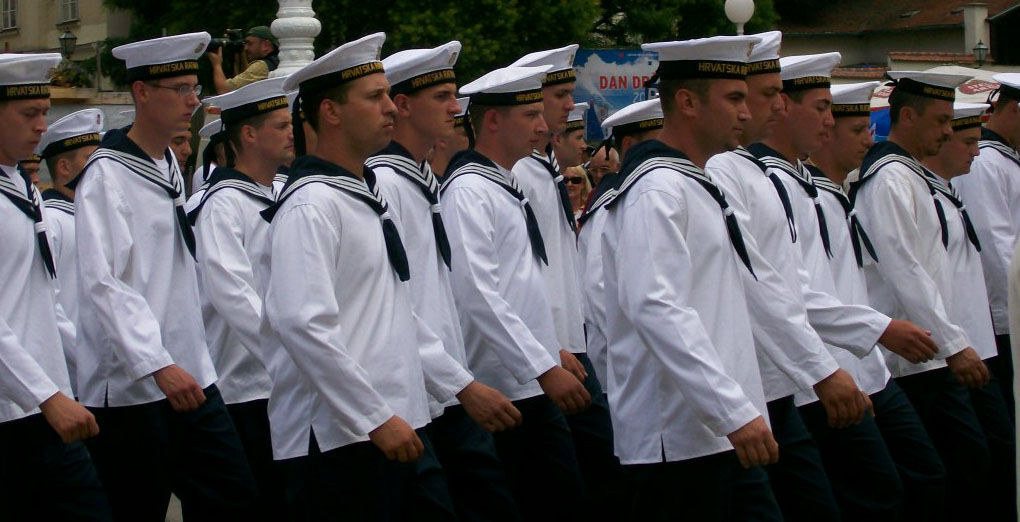
Cadetes de la Armada Croata.

- Fortalecer las condiciones de seguridad en el mar Adriático y preservar la integridad de las fronteras marítimas.
- Aplicar lo acordado en el programa "Asociación para la Paz en el Mediterráneo".

Los siguientes comandos fueron creados para llevar a cabo estas tareas:
1. Comando de la Armada
2. Personal de apoyo
3. Flota de la Armada
4. Comando de educación y entrenamiento
En adición, la Guardia Costera Croata monitorea el tráfico marítimo civil.

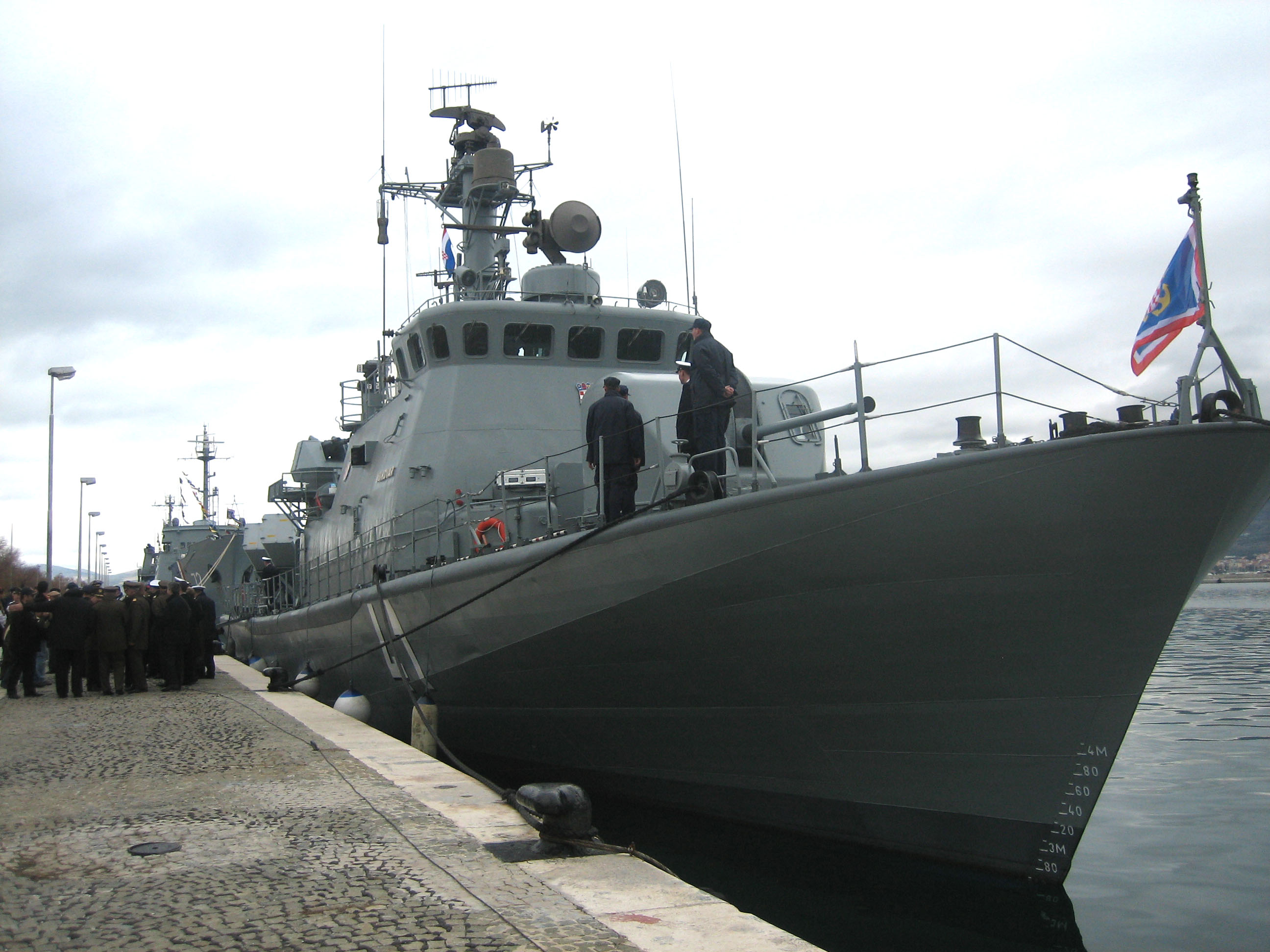
RTOP-41 Vukovar, barco lanzamisiles clase Helsinski.

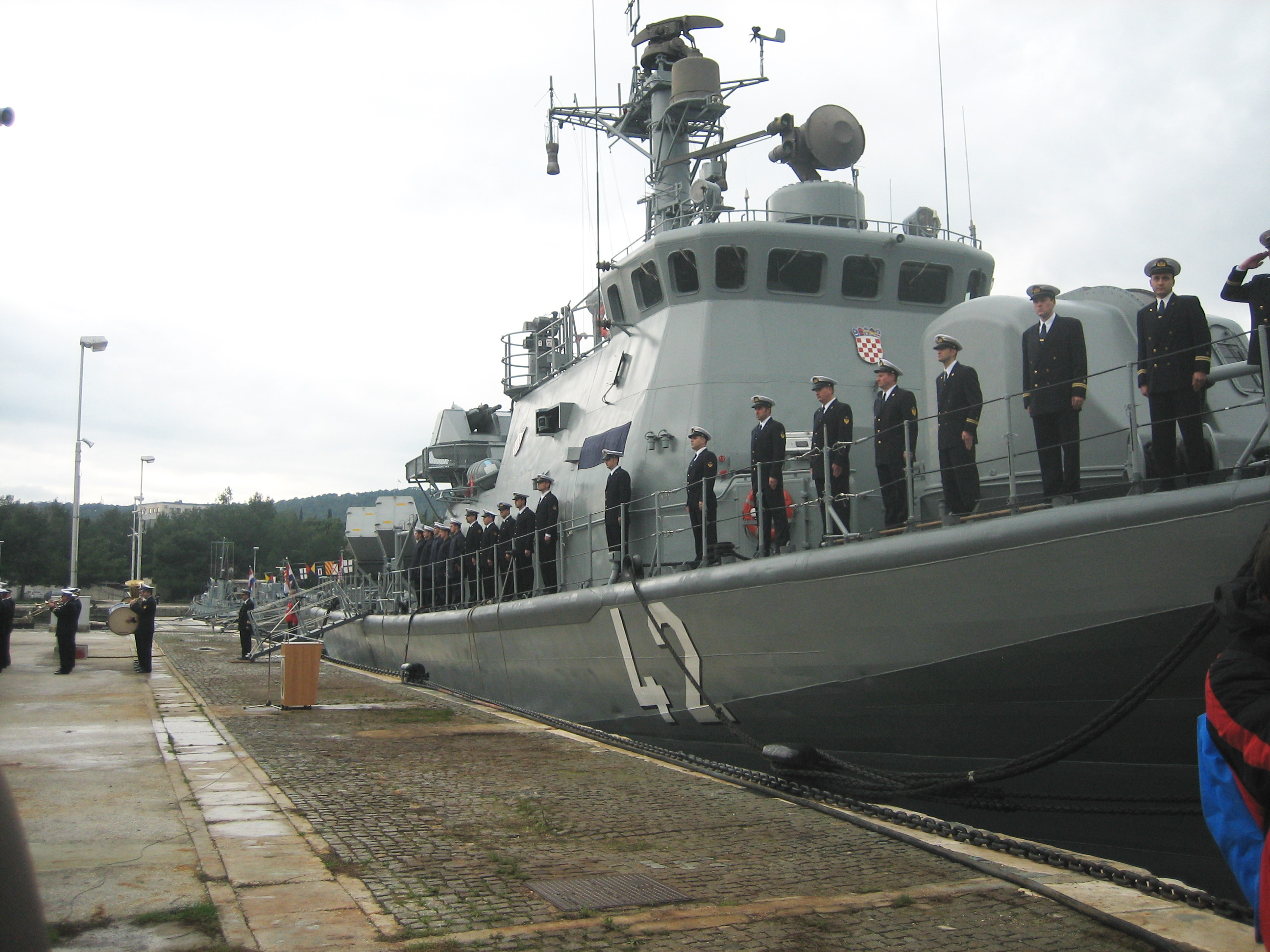
RTOP-42 Dubrovnik, barco lanzamisiles clase Helsinski.

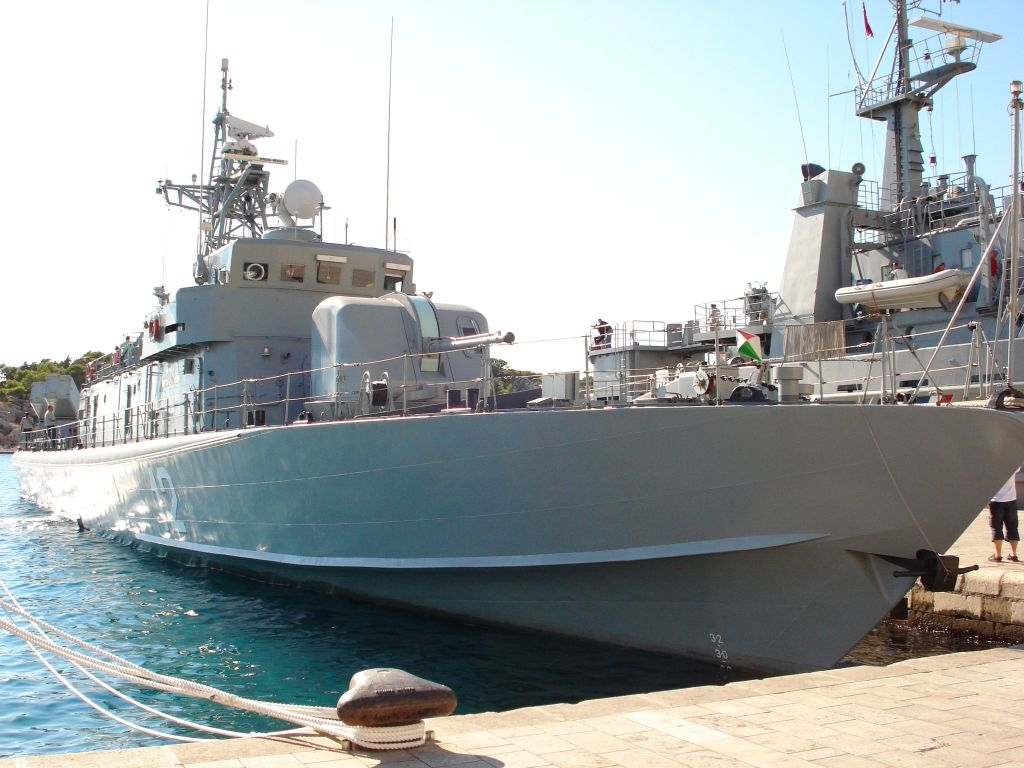
Kralj Dmitar Zvonimir, barco lanzamisiles clase Kralj.

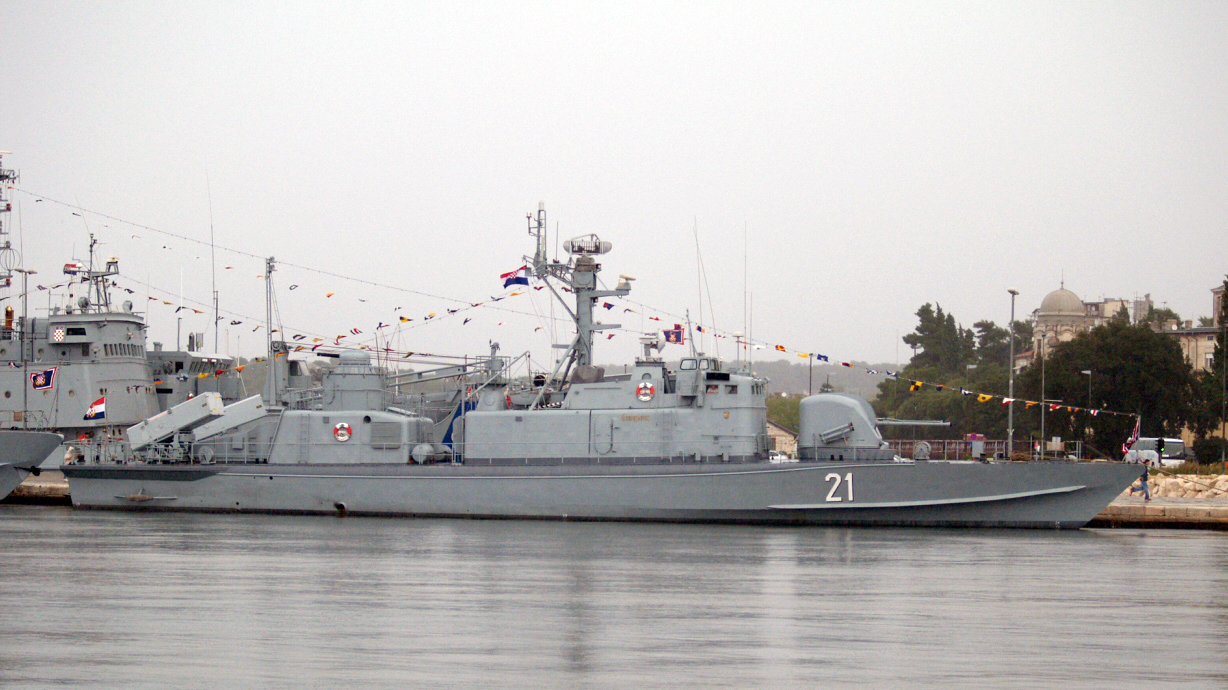
Šibenik, barco lanzamisiles clase Končar.

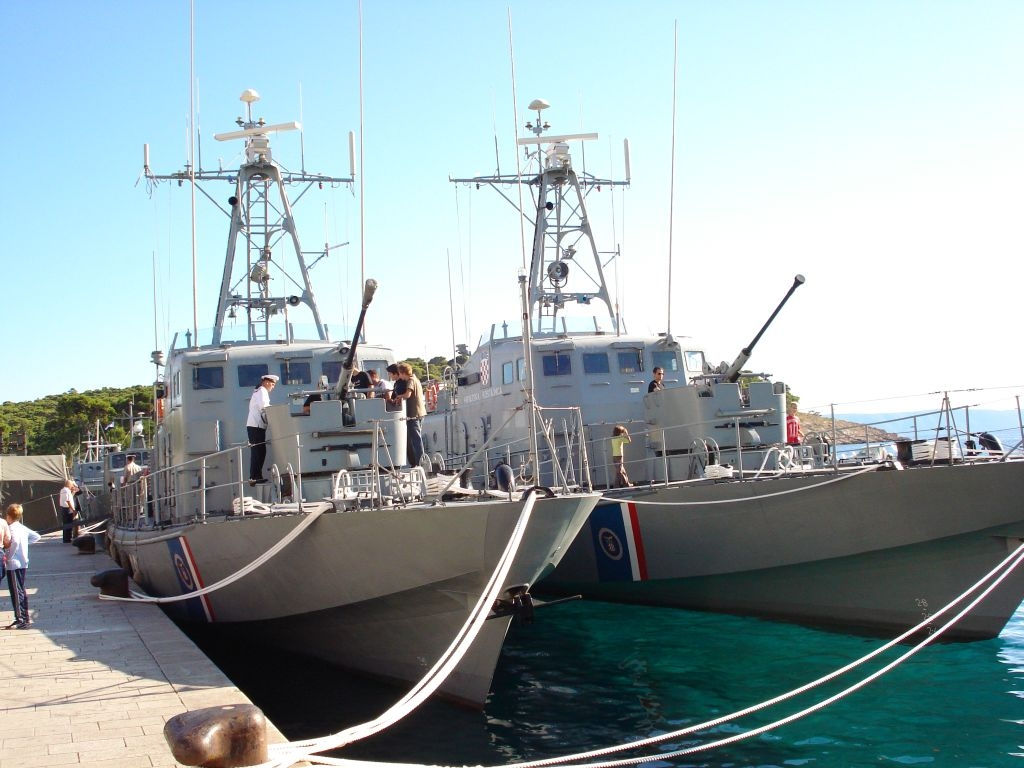
Lanchas rápidas Cavtat i Hrvatska Kostajnica.

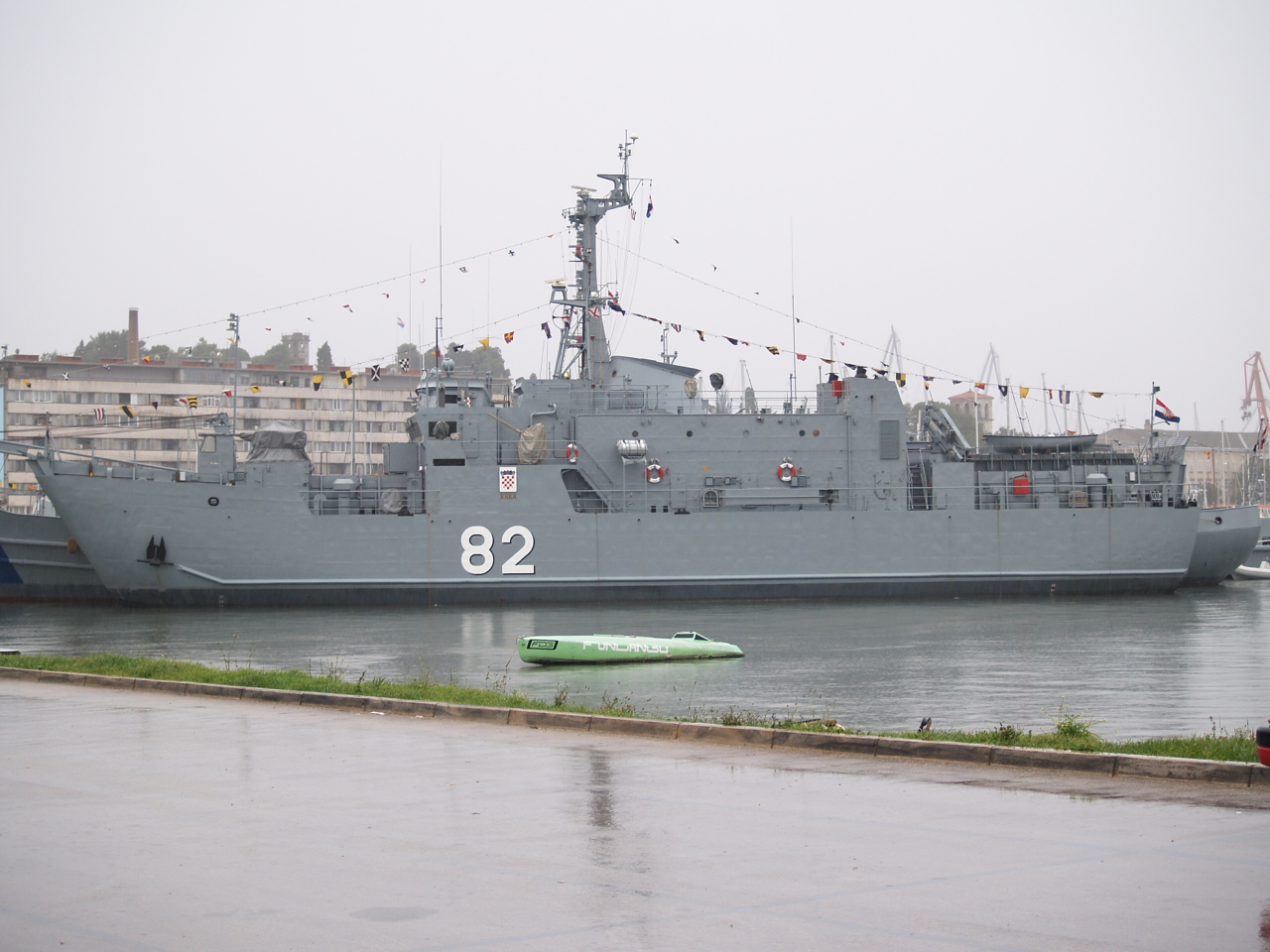
Lancha de desembarco y minador Krka.

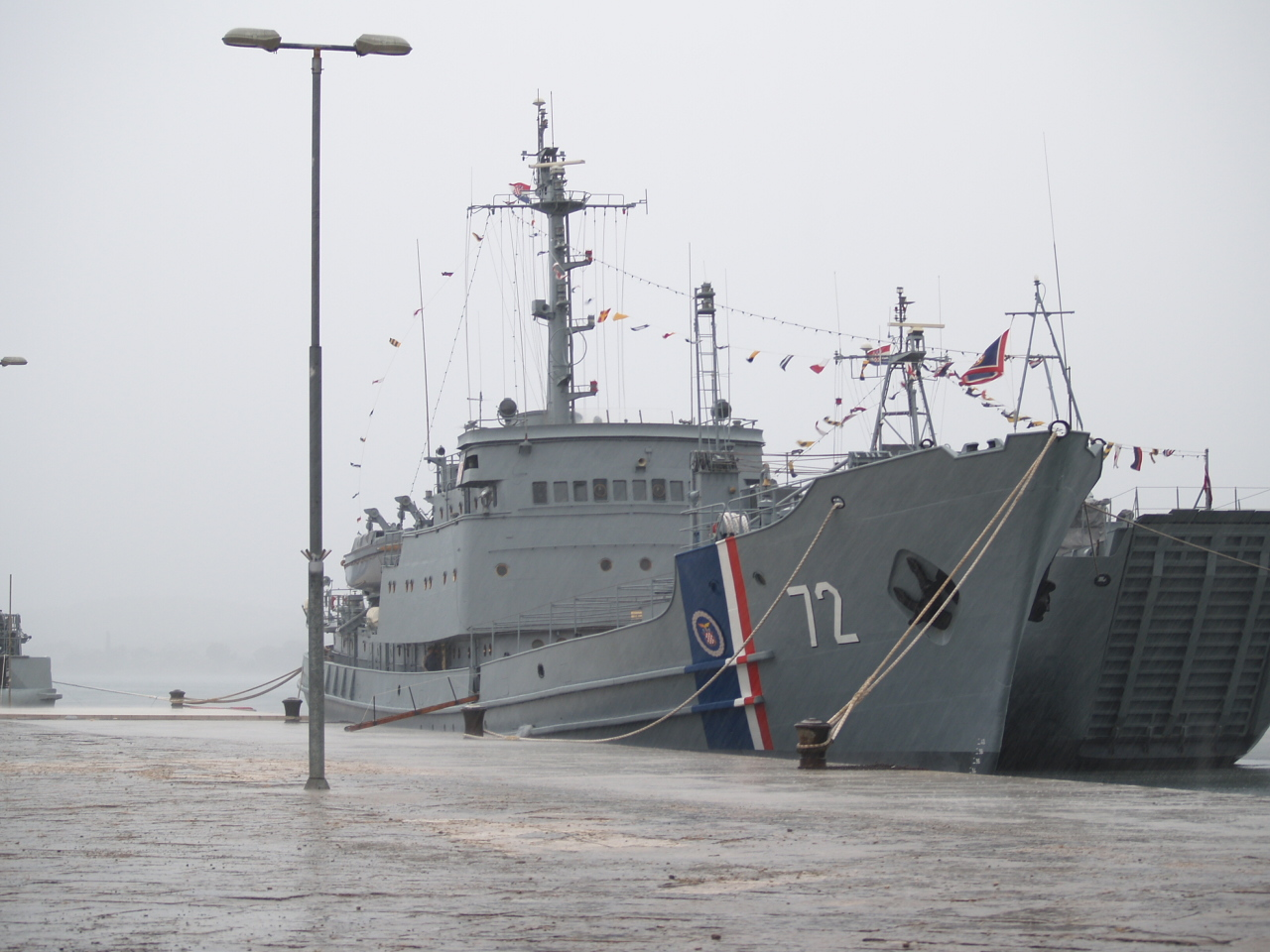
Buque escuela Andrija Mohorovičić.

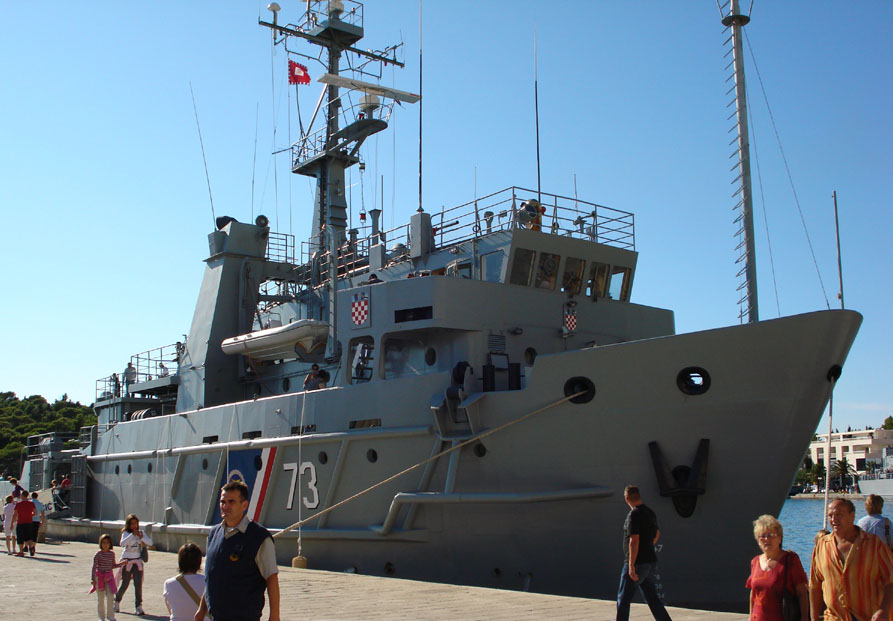
Buque de salvamento Faust Vrančić.

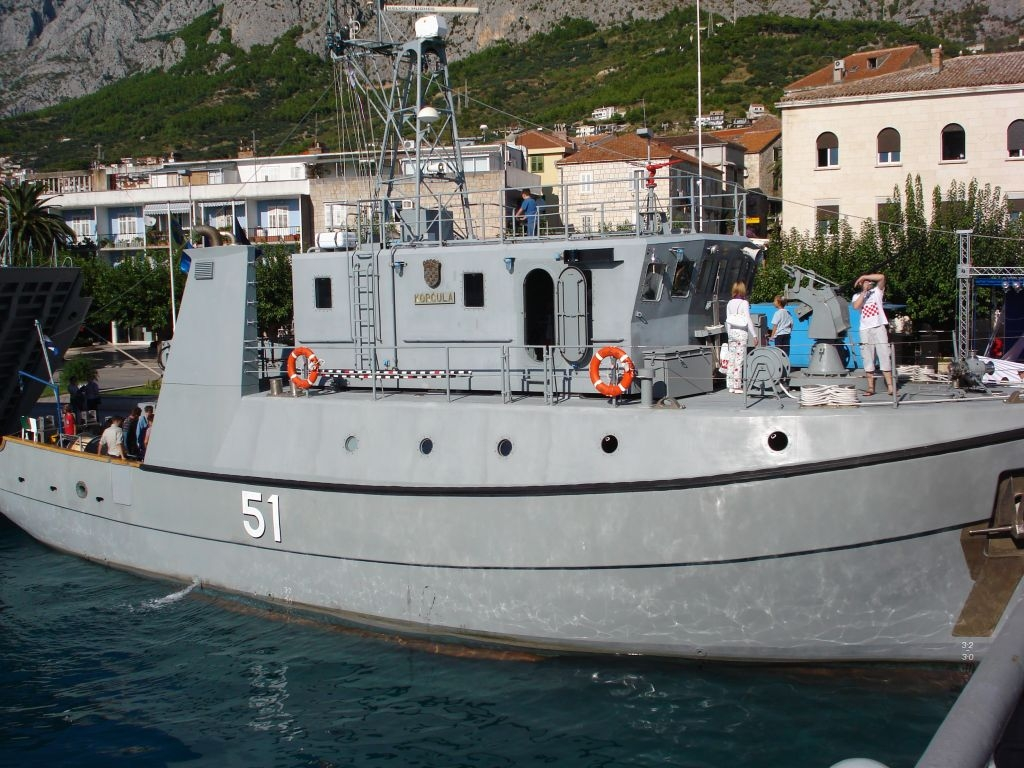
Dragaminas Korčula.

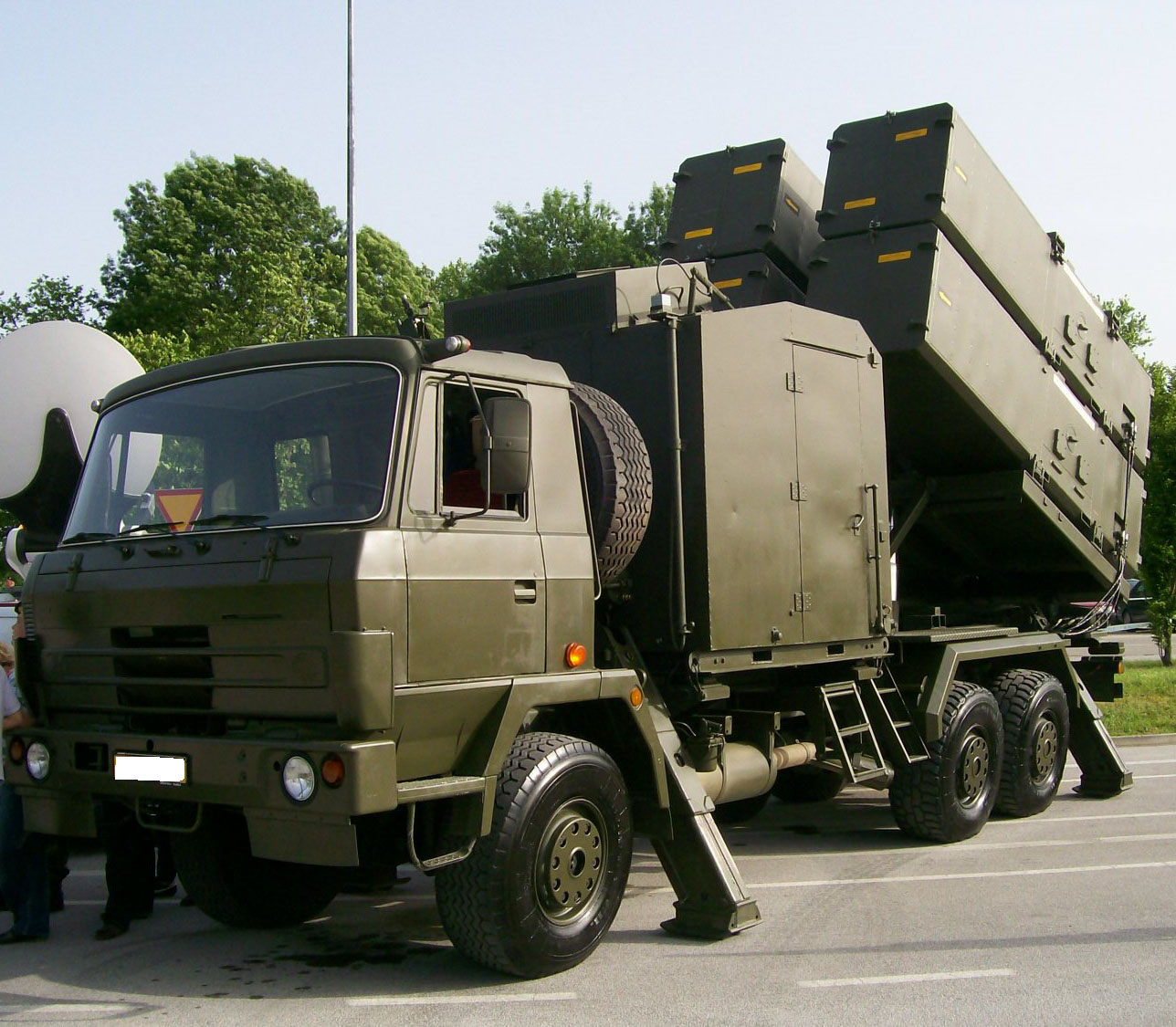
Lanzamisiles móvil de defensa costera con misiles RBS-15.

### Flota

#### Barcos lanzamisiles
| Nombre                          | Imagen | Año de construcción | Astillero  | Clase     |
| ------------------------------- | ------ | ------------------- | ---------- | --------- |
| RTOP-11 Kralj Petar Krešimir IV |        | 1992                | Kraljevica | Kralj     |
| RTOP-12 Kralj Dmitar Zvonimir   |        | 2001                | Kraljevica | Kralj     |
| RTOP-21 Šibenik                 |        | 1977                | Kraljevica | Končar    |
| RTOP-41 Vukovar                 |        | 1985                | Wärtsilä   | Helsinski |
| RTOP-42 Dubrovnik               |        | 1986                | Wärtsilä   | Helsinski |

#### Lanchas rápidas
| Nombre                    | Imagen | Año de construcción | Astillero  | Clase |
| ------------------------- | ------ | ------------------- | ---------- | ----- |
| OB-61 Novigrad            |        | 1980                | Kraljevica | Mirna |
| OB-62 Šolta               |        | 1982                | Kraljevica | Mirna |
| OB-63 Cavtat              |        | 1984                | Kraljevica | Mirna |
| OB-64 Hrvatska Kostajnica |        | 1985                | Kraljevica | Mirna |

#### Buque escuela
| Nombre                    | Imagen | Año de construcción | Astillero         | Clase |
| ------------------------- | ------ | ------------------- | ----------------- | ----- |
| BŠ-72 Andrija Mohorovičić |        | 1971                | Stocznia Północna | Moma  |

#### Buque de salvamento
| Nombre              | Imagen | Año de construcción | Astillero            | Clase    |
| ------------------- | ------ | ------------------- | -------------------- | -------- |
| BS-73 Faust Vrančić |        | 1976                | Brodogradilište Tito | Spasilac |

#### Dragaminas
| Nombre        | Imagen | Año de construcción | Astillero                          | Clase   |
| ------------- | ------ | ------------------- | ---------------------------------- | ------- |
| LM-51 Korčula |        | 2006                | Brodogradilište Montmontaža-Greben | Korčula |

#### Buques anfibios
| Nombre        | Imagen | Año de construcción | Astillero                            | Clase   |
| ------------- | ------ | ------------------- | ------------------------------------ | ------- |
| DBM-81 Cetina |        | 1993                | Brodogradilište specijalnih objekata | Cetina  |
| DBM-82 Krka   |        | 1995                | Brodogradilište specijalnih objekata | Cetina  |
| DJB-104       |        | 1977                | Brodogradilište Montmontaža-Greben   | Tipo 11 |
| DJB-106       |        | 1983-1985           | Brodogradilište Montmontaža-Greben   | Tipo 11 |
| DJB-107       |        | 1978                | Brodogradilište Montmontaža-Greben   | Tipo 21 |
| DSM-110       |        | 1953                |                                      |         |
| PDS-713       |        | 1954-1956           | Pula                                 |         |

#### Lanchas
| Nombre                   | Imagen | Año de construcción | Astillero             | Clase |
| ------------------------ | ------ | ------------------- | --------------------- | ----- |
| BRM-83                   |        | 1981                | Brodogradilište Punat |       |
| BMT-51                   |        |                     | Brodogradilište Punat |       |
| Motorna barkasa Krasnica |        | 1978-1981           | Brodogradilište Punat |       |

#### Otros buques
| Nombre             | Imagen | Año de construcción | Astillero           | Clase |
| ------------------ | ------ | ------------------- | ------------------- | ----- |
| PB-91 Šokadija     |        | 1952-1991           | Mačvanska Mitrovica |       |
| PB-92              |        |                     |                     |       |
| PB-93              |        |                     |                     |       |
| PT-71              |        | 1956-1991           | Trogir              |       |
| Jahta Učka         |        | 1963                | Korčula             |       |
| Jahta Jadranka     |        | 1987                | Kraljevica          |       |
| Jahta Zrinka       |        |                     |                     |       |
| Jahta Čista Velika |        |                     |                     |       |
| LR-71              |        | 1951                | Split               |       |
| LR-73              |        | 1951                | Split               |       |

### Material de tierra
- 3 MOL (Mobilni obalni lanser) sistemas móviles de misiles antibuque equipados con misiles RBS-15  Croacia  Suecia
- 21 ametralladoras de defensa costera
- 47 misiles RBS-15 Mk.II  Suecia mejorados la versión MK.III
- 14 radares (4 AN/FPS-117 + otros 10)  Italia  Estados Unidos

### Estado actual de la flota
Los tres botes lanzamisiles de la flota serán actualizados en los próximos años. Los buques clase Kralj recibirán la instalación de nuevos motores alemanes MTU y nuevos sistemas antiaéreos en 2010.
Cuatro lanchas patrulleras que actualmente están en servicio serán reemplazadas por una clase totalmente nueva. La realización de un primer proyecto de 10 buques, está prevista para el 2009. Estas lanchas patrulleras serán construidas en los astilleros croatas, tendrán alrededor de 40 metros de largo e incorporarán tecnología muy avanzada, destacándose las características de stealth. Recientemente se han construidos en astilleros croatas buques similares, aunque ligeramente más pequeños, que han sido entregados a Libia y han demostrado ser muy eficaces y modernos. Se han sucedido los pedidos por parte de Libia y 16 buques entrarán próximamente en el servicio con Libia.
La introducción de nuevas corbetas está prevista para 2011, pero el número y clase de estos buques varían. El más probable es el de 2 buques, pero también se han mencionado 4 o 5. Esto se debe a la anterior necesidad para 4-5 VPL grandes, pero las especificaciones han cambiado y lo más probable es que se adquieran 2 corbetas o fragatas ligeras. En primer lugar, se supone que serán construidas por empresas nacionales y medirán 80 metros de longitud. Esto se encuentra actualmente cuestionado debido al aumento de la demanda, la cual sugería que los nuevos buques fueran de hasta 120 metros de largo y que incorporasen un moderno equipamiento. Se han mencionado las corvetas alemanas clase Braunschweig y las francesas clase Gowind.
Como una solución provisional, Croacia ha comprado dos buques de ataque rápido clase Helsinki (FNS Oulu y Kotka FNS). Estos se han comprado por un simbólico precio de 9 millones de € como parte del acuerdo para compensar la anterior adquisición de vehículos blindados Patria AMV. Están programadas para entrar en servicio en octubre de 2008, lo que hará aumentar el número de esta clase de buques en servicio a cinco.

### Proyectos
- 2 Lanchas rápidas de ataque clase  Helsinki entrarán en servicio en 2008. Estas fueron proveídas por Finlandia. Costo del programa - 65 millones de Kunas croatas.
- 9-10 nuevas lanchas rápidas- de construcción local, con unos 35-45 metros de largo. Costo del programa- 500 millones de Kunas croatas.
- 4 nuevas corbetas- 80-120 metros de largo. Entrarán en servicio en 2015. Costo del programa 3.000 millones de Kunas croatas.
- 2 corbetas clase Göteborg
- 11-12 pequeños botes de variado propósito y clase entrarán en servicio en 2012.
- Modernización de las 2 corbetas clase King, en las que se incluirán nuevos motores, sensores y el sistema de misiles  RIM-116. Costo del programa 250 millones de Kunas croatas.
- Actualizar los misiles RBS-15 al estándar. Costo del programa-120 millones de Kunas croatas.

## Rangos
| Admirali - Almirantes                |                                    |                                    |                                    |                                    |                                    |                    |                    |                    |                    |                    |                    |                    |                    |                    |                       |                       |                       |                       |                       |                     |                     |                     |                     |                     |                     |                     |                     |                     |                     |
|                                      |                                    |                                    |                                    |                                    |                                    |                    |                    |                    |                    |                    |                    |                    |                    |                    |                       |                       |                       |                       |                       |                     |                     |                     |                     |                     |                     |                     |                     |                     |                     |
| Admiral flote                        | Admiral flote                      | Admiral flote                      | Admiral flote                      | Admiral flote                      | Admiral flote                      | Admiral            | Admiral            | Admiral            | Admiral            | Admiral            | Admiral            | Viceadmiral        | Viceadmiral        | Viceadmiral        | Viceadmiral           | Viceadmiral           | Viceadmiral           | Kontraadmiral         | Kontraadmiral         | Kontraadmiral       | Kontraadmiral       | Kontraadmiral       | Kontraadmiral       | Komodor             | Komodor             | Komodor             | Komodor             | Komodor             | Komodor             |
| Capitán General /Almirante General   | Capitán General /Almirante General | Capitán General /Almirante General | Capitán General /Almirante General | Capitán General /Almirante General | Capitán General /Almirante General | Almirante          | Almirante          | Almirante          | Almirante          | Almirante          | Almirante          | Vicealmirante      | Vicealmirante      | Vicealmirante      | Vicealmirante         | Vicealmirante         | Vicealmirante         | Contralmirante        | Contralmirante        | Contralmirante      | Contralmirante      | Contralmirante      | Contralmirante      | (Comodoro)          | (Comodoro)          | (Comodoro)          | (Comodoro)          | (Comodoro)          | (Comodoro)          |
| Časnici - Oficiales                  |                                    |                                    |                                    |                                    |                                    |                    |                    |                    |                    |                    |                    |                    |                    |                    |                       |                       |                       |                       |                       |                     |                     |                     |                     |                     |                     |                     |                     |                     |                     |
|                                      |                                    |                                    |                                    |                                    |                                    |                    |                    |                    |                    |                    |                    |                    |                    |                    |                       |                       |                       |                       |                       |                     |                     |                     |                     |                     |                     |                     |                     |                     |                     |
| Kapetan bojnog broda                 | Kapetan bojnog broda               | Kapetan bojnog broda               | Kapetan bojnog broda               | Kapetan bojnog broda               | Kapetan fregate                    | Kapetan fregate    | Kapetan fregate    | Kapetan fregate    | Kapetan fregate    | Kapetan korvete    | Kapetan korvete    | Kapetan korvete    | Kapetan korvete    | Kapetan korvete    | Poručnik bojnog broda | Poručnik bojnog broda | Poručnik bojnog broda | Poručnik bojnog broda | Poručnik bojnog broda | Poručnik fregate    | Poručnik fregate    | Poručnik fregate    | Poručnik fregate    | Poručnik fregate    | Poručnik korvete    | Poručnik korvete    | Poručnik korvete    | Poručnik korvete    | Poručnik korvete    |
| Capitán de Navío                     | Capitán de Navío                   | Capitán de Navío                   | Capitán de Navío                   | Capitán de Navío                   | Capitán de Fragata                 | Capitán de Fragata | Capitán de Fragata | Capitán de Fragata | Capitán de Fragata | Capitán de Corbeta | Capitán de Corbeta | Capitán de Corbeta | Capitán de Corbeta | Capitán de Corbeta | Teniente de Navío     | Teniente de Navío     | Teniente de Navío     | Teniente de Navío     | Teniente de Navío     | Teniente de Fragata | Teniente de Fragata | Teniente de Fragata | Teniente de Fragata | Teniente de Fragata | Teniente de Corbeta | Teniente de Corbeta | Teniente de Corbeta | Teniente de Corbeta | Teniente de Corbeta |
| Dočasnici - Suboficiales             |                                    |                                    |                                    |                                    |                                    |                    |                    |                    |                    |                    |                    |                    |                    |                    |                       |                       |                       |                       |                       |                     |                     |                     |                     |                     |                     |                     |                     |                     |                     |
|                                      |                                    |                                    |                                    |                                    |                                    |                    |                    |                    |                    |                    |                    |                    |                    |                    |                       |                       |                       |                       |                       |                     |                     |                     |                     |                     |                     |                     |                     |                     |                     |
| Časnički namjesnik                   | Časnički namjesnik                 | Časnički namjesnik                 | Časnički namjesnik                 | Časnički namjesnik                 | Stožerni narednik                  | Stožerni narednik  | Stožerni narednik  | Stožerni narednik  | Stožerni narednik  | Nadnarednik        | Nadnarednik        | Nadnarednik        | Nadnarednik        | Nadnarednik        | Narednik              | Narednik              | Narednik              | Narednik              | Narednik              | Desetnik            | Desetnik            | Desetnik            | Desetnik            | Desetnik            | Skupnik             | Skupnik             | Skupnik             | Skupnik             | Skupnik             |
| Subteniente                          | Subteniente                        | Subteniente                        | Subteniente                        | Subteniente                        | Brigada                            | Brigada            | Brigada            | Brigada            | Brigada            | Sargento primero   | Sargento primero   | Sargento primero   | Sargento primero   | Sargento primero   | Sargento              | Sargento              | Sargento              | Sargento              | Sargento              | Cabo mayor          | Cabo mayor          | Cabo mayor          | Cabo mayor          | Cabo mayor          | Cabo primero        | Cabo primero        | Cabo primero        | Cabo primero        | Cabo primero        |
| Mornari i kadeti - Tropa y marinería |                                    |                                    |                                    |                                    |                                    |                    |                    |                    |                    |                    |                    |                    |                    |                    |                       |                       |                       |                       |                       |                     |                     |                     |                     |                     |                     |                     |                     |                     |                     |
|                                      |                                    |                                    |                                    |                                    |                                    |                    |                    |                    |                    |                    |                    |                    |                    |                    |                       |                       |                       |                       |                       |                     |                     |                     |                     |                     |                     |                     |                     |                     |                     |
| Razvodnik                            | Razvodnik                          | Razvodnik                          | Razvodnik                          | Razvodnik                          | Razvodnik                          | Razvodnik          | Razvodnik          | Razvodnik          | Razvodnik          | Razvodnik          | Razvodnik          | Razvodnik          | Razvodnik          | Razvodnik          | Pozornik              | Pozornik              | Pozornik              | Pozornik              | Pozornik              | Pozornik            | Pozornik            | Pozornik            | Pozornik            | Pozornik            | Pozornik            | Pozornik            | Pozornik            | Pozornik            | Pozornik            |
| Cabo                                 | Cabo                               | Cabo                               | Cabo                               | Cabo                               | Cabo                               | Cabo               | Cabo               | Cabo               | Cabo               | Cabo               | Cabo               | Cabo               | Cabo               | Cabo               | Marinero de primera   | Marinero de primera   | Marinero de primera   | Marinero de primera   | Marinero de primera   | Marinero de primera | Marinero de primera | Marinero de primera | Marinero de primera | Marinero de primera | Marinero de primera | Marinero de primera | Marinero de primera | Marinero de primera | Marinero de primera |

## Galería

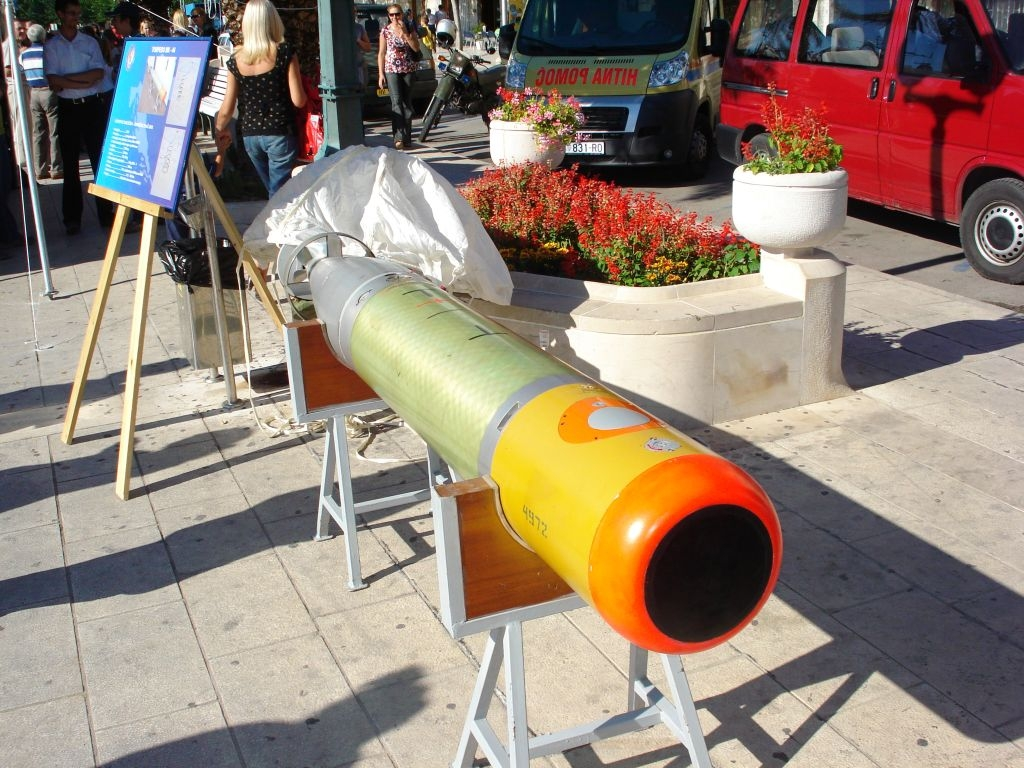
Torpedo Mk-44
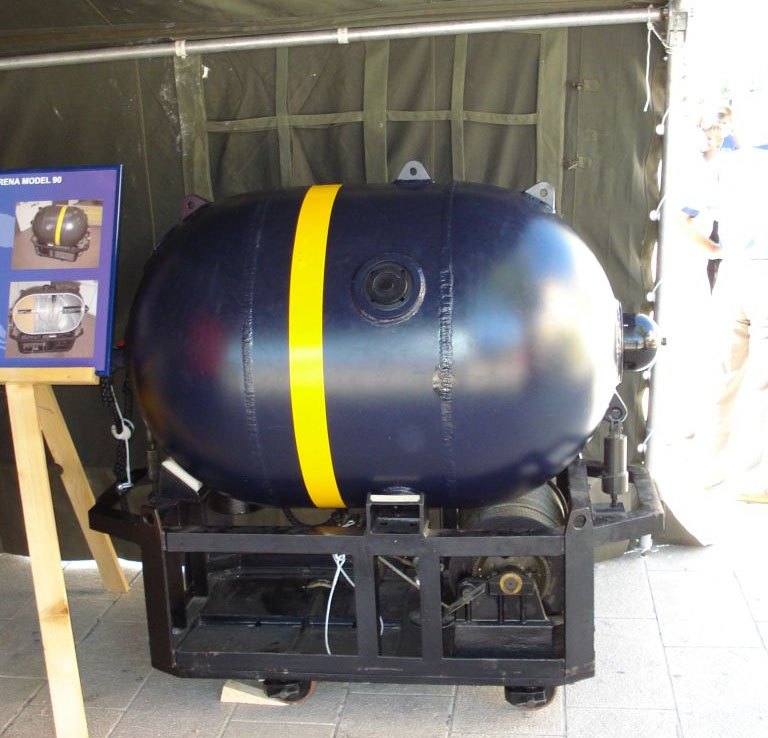
Mina marina modelo 90